# Krzysztof Szubert
Krzysztof Jacek Szubert (ur. 1 lipca 1969) – polski przedsiębiorca, działacz gospodarczy i urzędnik państwowy, w latach 2017–2018 sekretarz stanu w Ministerstwie Cyfryzacji i pełnomocnik rządu ds. jednolitego rynku cyfrowego.

## Życiorys
Absolwent Wydziału Mechanicznego Technologicznego i Automatyzacji Politechniki Warszawskiej oraz podyplomowych studiów menedżerskich Executive MBA. Od 2017 do 2022 Visiting Fellow Uniwersytetu Oxfordzkiego, w tym St Antony’s College (2019−2020).
Od 1998 do 2016 pełnił funkcję prezesa zarządu i dyrektora zarządzającego w przedsiębiorstwie Connect Distribution, dystrybuującym oprogramowanie. Został laureatem wyróżnień m.in. Medalu Europejskiego, Gazeli Biznesu, Diamentów Forbesa, wyróżnienia Ministra Gospodarki czy tytułu Ambasadora Polskiej Gospodarki 2016. Publikował również komentarze w prasie oraz wypowiadał się w mediach.
W 2012 został ministrem cyfryzacji w gospodarczym gabinecie cieni Business Centre Club. Inicjator oraz przewodniczący Koalicji na rzecz Społeczeństwa Informacyjnego. Członek Polskiego Komitetu ds. UNESCO oraz grupy doradczej Sekretarza Generalnego IGF MAG ONZ. Od 2015 do 2016 członek Rady ds. Cyfryzacji przy Ministerstwie Cyfryzacji, od końca 2015 doradca strategiczny ministra cyfryzacji, od maja 2016 pełnomocnik tegoż ministra ds. współpracy międzynarodowej. W listopadzie 2017 znalazł się w gronie 100 najbardziej wpływowych osób obszaru innowacji w Europie Środkowo-Wschodniej (lista New Europe 100).
17 marca 2017 powołany na stanowisko wiceministra cyfryzacji (w randze sekretarza stanu), odpowiedzialnego za sprawy międzynarodowe, i pełnomocnika rządu ds. jednolitego rynku cyfrowego. Był m.in. pierwszym przedstawicielem Polski zaproszonym na spotkanie ministrów cyfryzacji grupy G20 w Düsseldorfie w 2017. Ze stanowiska wiceministra został odwołany na własny wniosek w lutym 2018. 23 listopada tego samego roku powołany na Członka Rady Narodowego Centrum Badań i Rozwoju (NCBiR). Został doradcą strategicznym NASK oraz FIPRA International Brussels, zaś od 2020 do 2021 pozostawał pełnomocnikiem Polski ds. Szczytu Cyfrowego IGF ONZ. Od sierpnia 2022 Członek Rady Wysokiego Szczebla ds. Współpracy Cyfrowej ONZ (IGF). W styczniu 2020 objął funkcję prezesa zarządu funduszu inwestycyjnego NCBR Investment Fund ASI, którą sprawował do września 2022. W październiku 2022 objął funkcję Wiceprezesa Zarządu oraz CIO (Chief Information Officer) w PKO TFI, którą sprawował do marca 2024.. Od listopada 2024 Senior Associate Member w prestiżowym Centre of Excellence in Cyber Security - University of Oxford. W marcu 2025 został pełnomocnikiem dyrektor Instytutu Łączności ds. Komercjalizacji i Współpracy Międzynarodowej. Dodatkowo, od kwietnia 2025 członek zespołu mentorów i ekspertów NATO DIANA.

## Odznaczenia i wyróżnienia
W 2019 odznaczony Krzyżem Kawalerskim Orderu Odrodzenia Polski. 25 września 2019 otrzymał tytuł Honorowego Ambasadora Polskiej Gospodarki nadany przez Business Centre Club, zaś w 2015 był wyróżniony tytułem „Człowiek Roku Branży ICT” przez BurdaMedia/CRN.

## Życie prywatne
Żonaty, ma dwoje dzieci (Karolinę i Mateusza).